# Gustav Renker
Gustav Renker, né le 12 octobre 1889 à Vienne  et mort le 23 juillet 1967 à Langnau im Emmental, est un écrivain suisse.

## Biographie
Renker fait son doctorat en musique et histoire de la musique à Vienne. Il devient chef d'orchestre et, de 1919 à 1929, rédacteur au Berner Tagblatt à Berne. De 1929 à 1931 il travailla comme écrivain indépendant en Carinthie ainsi que rédacteur à l'Emmenthaler Blatt à Langnau im Emmental entre 1931 et 1945.
« Renker se fit connaître en tant qu'écrivain grâce à un récit relatant ses expériences d'alpiniste durant la Première Guerre mondiale. Outre des chansons de sa composition (Du liebes, altes Bern, 1925), Il publia plus de soixante romans, régionalistes pour la plupart (L'épopée de la paroi Nord, 1952, all. 1938; Schrattenfluh, 1940), mais également des nouvelles, ainsi que des récits d'aventures inspirés notamment de ses voyages en Europe et en Afrique du Nord. »
Renker était le beau-père de Heinrich Sutermeister. Une partie de son fonds manuscrit se trouve aux Archives littéraires de la Carinthie.